# Al-Birba
Al-Birba – wieś w Egipcie, w muhafazie Asjut. W 2006 roku liczyła 16 779 mieszkańców.